# Arbeitsgemeinschaft Literarischer Gesellschaften und Gedenkstätten
Die Arbeitsgemeinschaft Literarischer Gesellschaften und Gedenkstätten e. V. (ALG) ist ein 1986 gegründeter gemeinnütziger Dachverband deutscher Literarischer Gesellschaften sowie Literaturmuseen.

## Vorgeschichte, Entwicklungen, Aufgabengebiet
Im Gründungsjahr 1986 schlossen sich 26 literarische Gesellschaften in einem Dachverband zusammen. Der Wandel und die gegenseitige Annäherung der Literaturgesellschaften schufen die Voraussetzung für ihren Zusammenschluss in einer Arbeitsgemeinschaft, die ihrerseits den Prozess der Annäherung und Kooperation beschleunigte.
1998 erweiterte die ALG ihr Aufgabengebiet. Seit 1999 können auch Literaturmuseen und literarische Gedenkstätten dem Dachverband beitreten. Mittlerweile nutzen über 270 Mitglieder das Angebot der ALG. Die Mehrzahl sind literarische Gesellschaften mit insgesamt über 75.000 Mitgliedern in ganz Deutschland und im Ausland. Das gut funktionierende Netz zwischen den literarischen Gesellschaften auf die Literaturmuseen – immerhin gibt es über 300 in Deutschland – auszudehnen, bleibt weiterhin ein wesentliches Ziel der Arbeitsgemeinschaft. Die Vernetzung ist notwendig, um personelle und finanzielle Ressourcen besser zu nutzen.

## Literarische Projekte und Darstellung in der Öffentlichkeit
Neben der Förderung literarischer Projekte steht eine Vielzahl weiterer Aufgaben im Mittelpunkt der Tätigkeit der ALG. Als Dachverband hat die Arbeitsgemeinschaft die Aufgabe übernommen, die Existenz der verschiedenen Vereine und Literaturmuseen in der Öffentlichkeit darzustellen. Dem Erfahrungsaustausch und der Zusammenarbeit der Mitglieder dienen die zweimal im Jahr erscheinenden Mitteilungsblätter, jährliche Mitgliederversammlungen sowie unregelmäßig zu verschiedenen Themen stattfindende Arbeitsseminare. Das von der Geschäftsstelle betreute Mitteilungsblatt ALG Umschau informiert über die aktuellen Aktivitäten der literarischen Gesellschaften und der Literaturmuseen; im Veranstaltungskalender werden Projekte angekündigt und dokumentiert.

## Publikationen
In den Publikationen der ALG werden Themen aufgegriffen, die für die Arbeit der Gesellschaften und Museen von besonderem Interesse sind. Hervorzuheben sind zwei Tagungsbände, die die Konzeption und Entwicklung von Literaturmuseen zum Thema haben. Weiterhin existiert ein von der ALG herausgegebenes Übersichtswerk.

## Verbandsarbeit
Alle zwei Jahre wird von der ALG der Hartmut-Vogel-Preis verliehen.
Die ALG erhält von der Beauftragten der Bundesregierung für Angelegenheiten der Kultur und der Medien (BKM) und vom Land Berlin Projektmittel.
Die ALG hat sich als Mitglied des Bundesnetzwerkes Bürgerschaftliches Engagement (BBE) die nachhaltige Förderung des bürgerschaftlichen Engagements auf ihre Fahnen geschrieben, denn der größte Teil der Vereine wird von ehrenamtlichen Mitgliedern geführt und unterhalten. Vor allem die Vorstandsmitglieder der einzelnen Vereinigungen engagieren sich für ihre Gesellschaften und Museen. Die Einrichtungen tragen zum kulturellen Leben nicht nur ihrer Region bei. Mit wenigen finanziellen Mitteln und viel Eigenleistung werden so in der ganzen Bundesrepublik regelmäßige Kulturprogramme durchgeführt, die ohne die literarischen Vereine nicht stattfinden würden.
Die Arbeitsgemeinschaft ist Mitglied in der Deutschen Literaturkonferenz, die die Sektion Literatur im Deutschen Kulturrat vertritt und gehört außerdem dem International Committee for Literary Museums (ICLM) im International Council of Museums (ICOM), dem internationalen Dachverband aller Museen an.
Vorstandssprecherin ist Ute Pott (Halberstadt), Geschäftsführerin war Christiane Kussin, welche überraschend am 2. Juni 2022 verstarb. Am 1. September 2022 übernahm Pauline Stolte das Amt.

## Mitglieder
- A
  - Akademie der Künste (Berlin)
  - Hermann-Allmers-Gesellschaft
  - Stefan-Andres-Gesellschaft
  - Bettina-von-Arnim-Gesellschaft
  - Internationale Arnim-Gesellschaft

- B
  - Ernst Barlach Gesellschaft
  - Ernst-Barlach-Stiftung
  - Literaturmuseum im Baumbachhaus
  - Internationale Walter Benjamin Gesellschaft
  - Gottfried Benn Förderkreis Mansfeld
  - Gottfried-Benn-Gesellschaft
  - Bevensen-Tagung
  - Ernst-Bloch-Gesellschaft
  - Johannes-Bobrowski-Gesellschaft
  - Rudolf-Borchardt-Gesellschaft
  - Internationale Wolfgang Borchert-Gesellschaft
  - Brandenburgischer Literaturverein
  - Bert Brecht Kreis Augsburg
  - Brechthaus Augsburg
  - Rolf-Dieter-Brinkmann-Gesellschaft
  - Otto-Brües-Freundeskreis / Gesellschaft für Literatur
  - Georg Büchner Gesellschaft
  - Buddenbrookhaus Lübeck
  - Charles-Bukowski-Gesellschaft

- C
  - Claudius-Gesellschaft

- D
  - Deutsche Dante-Gesellschaft
  - Deutsche Gesellschaft zum Studium des Western
  - Internationale Alfred Döblin-Gesellschaft
  - Heimito von Doderer-Gesellschaft
  - Deutsche Dostojewskij-Gesellschaft
  - Annette-von-Droste-Gesellschaft

- E
  - Eichendorff-Gesellschaft
  - Carl-Einstein-Gesellschaft / Société Carl Einstein
  - Paul-Ernst-Gesellschaft
  - Erster Deutscher Fantasy Club
  - Till Eulenspiegel-Museum
  - Europäische Märchengesellschaft

- F
  - Hans-Fallada-Gesellschaft
  - Internationale Faust-Gesellschaft
  - Faust-Museum / Faust-Archiv Knittlingen
  - Fehrs-Gilde / Verein zur Förderung des Niederdeutschen
  - Franz-Michael-Felder-Verein / Vorarlberger Literarische Gesellschaft
  - Marieluise-Fleißer-Gesellschaft
  - Förderkreis Freie Literaturgesellschaft Leipzig
  - Theodor Fontane Gesellschaft
  - Georg-Forster-Gesellschaft
  - Forum Allmende
  - Forum Vormärz Forschung
  - Fouqué-Gesellschaft Berlin-Brandenburg
  - Leonhard-Frank-Gesellschaft
  - Freudenthal-Gesellschaft
  - Gustav Freytag-Gesellschaft
  - Internationaler Franz Fühmann Freundeskreis

- G
  - Gellert-Museum Hainichen
  - Stefan George-Gesellschaft
  - Friedrich-Gerstäcker-Gesellschaft
  - Gesellschaft für zeitgenössische Lyrik
  - Das Gleimhaus
  - Goethe-Gesellschaft in Weimar
  - Frankfurter Goethe-Museum / Freies Deutsches Hochstift
  - Göttinger Literarische Gesellschaft
  - Grabbe-Gesellschaft
  - Oskar Maria Graf-Gesellschaft München
  - Grillparzer-Gesellschaft
  - Brüder Grimm-Gesellschaft
  - Johann Jakob Christoph von Grimmelshausen-Gesellschaft
  - Georg Groddeck-Gesellschaft
  - Klaus Groth-Gesellschaft
  - Internationale Andreas Gryphius-Gesellschaft

- H
  - Walter Hasenclever Gesellschaft
  - Gerhart-Hauptmann-Gesellschaft
  - Gerhart-Hauptmann-Museum Erkner
  - Hebbel-Gesellschaft
  - Heinrich-Heine-Gesellschaft
  - Heinrich-Heine-Institut
  - Internationale Herder-Gesellschaft
  - Hermann-Hesse-Höri-Museum
  - Hermann-Hesse-Museum Calw
  - Peter Hille-Gesellschaft
  - Kurt-Hiller-Gesellschaft
  - E.T.A. Hoffmann-Gesellschaft
  - Hoffmann-von-Fallersleben-Gesellschaft
  - Hoffmann-von-Fallersleben-Museum
  - Hugo von Hofmannsthal-Gesellschaft
  - Hölderlin-Gesellschaft
  - Ödön-von-Horváth-Gesellschaft
  - Peter-Huchel-Haus
  - Fritz-Hüser-Institut

- I
  - Immermann-Gesellschaft
  - Inklings-Gesellschaft für Literatur & Ästhetik

- J
  - Jean-Paul-Gesellschaft

- K
  - Deutsche Kafka-Gesellschaft
  - Literaturverein Georg Kaiser
  - Erich Kästner Gesellschaft
  - Erich Kästner Museum Dresden
  - Justinus-Kerner-Verein und Frauenverein Weinsberg
  - Klassik Stiftung Weimar
  - Heinrich-von-Kleist-Gesellschaft
  - Kleist-Museum Frankfurt (Oder)
  - Knorr-von-Rosenroth-Gesellschaft
  - Christine Koch Gesellschaft zur Förderung der Literatur im Sauerland
  - Koeppenhaus
  - Kulturhistorischer Verein Friedrichshagen

- L
  - Friedo Lampe-Gesellschaft
  - Elisabeth Langgässer-Gesellschaft
  - Else-Lasker-Schüler-Gesellschaft
  - Gertrud von le Fort-Gesellschaft
  - Deutsche Leopardi-Gesellschaft
  - Internationale Alexander Lernet-Holenia Gesellschaft
  - Lessing-Akademie Wolfenbüttel
  - Lessing-Museum (Kamenz)
  - Lichtenberg-Gesellschaft
  - Literarische Gedenkstätten der Stadtbibliothek Baden-Baden
  - Literarische Gesellschaft Bochum
  - Literarische Gesellschaft Lüneburg
  - Literarische Gesellschaft Magdeburg
  - Literarische Gesellschaft Thüringen
  - Literarischer Gesprächskreis Ludwigsburg
  - Literarisches Colloquium Berlin
  - Literaturarchiv Sulzbach-Rosenberg
  - Literaturbrücke Berlin e. V. / Literaturwerkstatt Berlin
  - Literaturhaus Magdeburg
  - Literaturzentrum Neubrandenburg
  - Literarische Vereinigung Braunschweig
  - Literaturverein Münster
  - Roger-Loewig-Gesellschaft
  - Internationale-Georg-Lukács-Gesellschaft
  - Lyrik Kabinett

- M
  - Heinrich Mann-Gesellschaft
  - Deutsche Thomas Mann-Gesellschaft
  - Marburger Literaturforum
  - Karl-May-Gesellschaft
  - Karl-May-Museum
  - Mecklenburgische Literaturgesellschaft
  - Ernst-Meister-Gesellschaft
  - Miegel-Gesellschaft
  - Monacensia – Literaturarchiv der Stadt München
  - Mörike-Gesellschaft
  - Mori-Ōgai-Gedenkstätte
  - Erich-Mühsam-Gesellschaft
  - Internationale Heiner-Müller-Gesellschaft
  - Bad Kreuznacher Freundeskreis Maler Müller
  - Internationale Wilhelm-Müller-Gesellschaft
  - Museum für Westfälische Literatur Haus Nottbeck
  - Internationale Robert-Musil-Gesellschaft

- N
  - Internationale Nestroy-Gesellschaft
  - Natias-Neutert-zu-Lebzeiten-Archiv
  - Neue Gesellschaft für Literatur Erlangen
  - Neue literarische Gesellschaft Marburg
  - Nibelungenliedgesellschaft Worms
  - Internationale Novalis-Gesellschaft
  - Literaturkreis Novalis

- O
  - Heinrich-Albert-Oppermann-Gesellschaft
  - Ernst-Ortlepp-Gesellschaft
  - Oswald von Wolkenstein-Gesellschaft

- P
  - Pegnesischer Blumenorden
  - Phantastische Bibliothek Wetzlar
  - Pirckheimer-Gesellschaft
  - Willibald Pirckheimer-Gesellschaft zur Erforschung von Renaissance und Humanismus
  - Franz-Graf-von-Pocci-Gesellschaft
  - Marcel Proust Gesellschaft
  - Deutsche Puschkin-Gesellschaft

- Q
  - Quickborn - Vereinigung für niederdeutsche Sprache und Literatur

- R
  - Raabe-Gesellschaft
  - Raabe-Haus: Literaturzentrum Braunschweig
  - Ferdinand Raimund-Gesellschaft
  - Brigitte-Reimann-Gesellschaft
  - Erich Maria Remarque-Gesellschaft
  - Fritz Reuter Gesellschaft
  - Fritz Reuter-Literaturmuseum Stavenhagen
  - Rilke-Gesellschaft
  - Ringelnatz-Gesellschaft
  - Rückert-Gesellschaft

- S
  - Samuel Beckett Gesellschaft
  - Sartre-Gesellschaft
  - Deutsche Schillergesellschaft
  - Gesellschaft der Arno-Schmidt-Leser
  - Johann Gottfried Schnabel-Gesellschaft
  - Schopenhauer-Gesellschaft
  - Rudolf-Alexander-Schröder-Stiftung
  - Charles-Sealsfield-Gesellschaft
  - Anna-Seghers-Gesellschaft Berlin und Mainz
  - Deutsche Shakespeare-Gesellschaft
  - Friedrich-Spee-Gesellschaft Düsseldorf
  - Friedrich-Spee-Gesellschaft Trier
  - St. Ingberter Literaturforum 
  - Rheinische Adalbert Stifter-Gemeinschaft
  - Theodor-Storm-Gesellschaft

- T
  - Thüringische Literarhistorische Gesellschaft Palmbaum
  - Felix-Timmermans-Gesellschaft
  - Deutsche Tolkien Gesellschaft
  - Ernst-Toller-Gesellschaft
  - Kurt Tucholsky Literaturmuseum Schloß Rheinsberg
  - Kurt Tucholsky-Gesellschaft

- V
  - Varnhagen Gesellschaft
  - Clara Viebig Gesellschaft
  - Lene-Voigt-Gesellschaft
  - Johann-Heinrich-Voß-Gesellschaft

- W
  - Christian Wagner-Gesellschaft
  - Robert Walser-Gesellschaft
  - Friedrich-Wilhelm-Weber-Gesellschaft
  - Frank Wedekind-Gesellschaft
  - Internationale Peter Weiss-Gesellschaft
  - Johann-Karl-Wezel-Gesellschaft
  - Augustin Wibbelt-Gesellschaft
  - Internationale Ernst-Wiechert-Gesellschaft
  - Wieland-Museum Biberach an der Riß
  - Winckelmann-Gesellschaft
  - Friedrich-Wolf-Gesellschaft
  - Wolfram von Eschenbach-Gesellschaft

- Z 
  - Carl Zuckmayer-Gesellschaft Mainz
  - Internationale Stefan Zweig Gesellschaft

## Belege
1. ↑  Konferenzschrift, 2005, Lübeck: Herkunft und Zukunft literarischer Gesellschaften. Hrsg. von der Arbeitsgemeinschaft Literarischer Gesellschaften und Gedenkstätten, ALG, Aisthesis Verlag, Bielefeld 2007, ISBN 978-3-89528-617-9.
2. ↑  ALG (Hrsg.), bearbeitet von Christiane Kussin und Alexandra Seitz:  Literarische Gesellschaften, Literaturmuseen und Literarische Gedenkstätten, Namen, Zahlen, Hinweise zu 350 Einrichtungen, Berlin 1999.
3. ↑  Arbeitsgemeinschaft Literarischer Gesellschaften und Gedenkstätten | Das Portal Literarischer Gesellschaften und Literaturmuseen. Abgerufen am 25. Februar 2021.
4. ↑  Pauline Stolte: [Post vom 1. September 2022]. In: facebook.com, abgerufen am 13. November 2023.